# Visserstraat (Steenbergen)
De Visserstraat (Steenbergs:  't Visserstraotje) is een straat in de stad Steenbergen, in de Nederlandse provincie Noord-Brabant.
De straat begint bij de Kromme Elleboog en loopt door tot aan de Markt. De straat loopt parallel aan de Kaaistraat, waarmee de Visserstraat wordt verbonden door een drietal steegjes: de Poststraat, het Vlooienstraatje en de Wijnstraat.
De Visserstraat wordt al in 1431 genoemd, in een acte in het Rechterlijk Archief van Steenbergen. In het noorden gaven de tuinen uitzicht op de stadsmuur, zoals blijkt uit een document waarin de muur 'watermuur' wordt genoemd (1507).